# Рамеш Прасад Ханал
Рамеш Прасад Ханал (англ. Ramesh Prasad Khanal) (16 листопада 1961) — непальський дипломат. Надзвичайний і Повноважний Посол Непалу у Німеччині (2016) з акредитацією у Ватикані, Чехії, Румунії, Польщі, Україні, Сербії, Словаччині, Болгарії, Угорщині.

## Життєпис
Народився 16 листопада 1961 року. Магістр політичних наук університет Трибхуван, Катманду; Бакалавр права з університету Трибхуван, Катманду; Диплом з журналістики Непальського інституту преси (NPI); Диплом з японської мови, Інститут японської мови, Японський фонд, Токіо, Японія; Дослідження безпеки, Азіатсько-Тихоокеанський центр досліджень безпеки, APCSS, Гаваї, США.
У 1988—1994 рр. — підсекретар Департаменту з питань Європи та Америки та Південної, Південно-Східної та Північної Азії Міністерства закордонних справ Непалу;
З лютого 1994 по січень 1998 р. на посаді другого / першого секретаря, виконував обов'язки повіреного у справах з грудня 2006 по квітень 2007 року в Посольстві Непалу в Пекіні (Китай)
У 1998—2001 рр. — підсекретар Департаменту протоколу та міжнародних організацій та ООН при Міністерстві закордонних справ;
З серпня 2001 по квітень 2004 р. на посаді першого секретаря, заступника глави місії виконував обов'язки тимчасового повіреного у справах приблизно один рік і сім місяців з листопада 2002 по квітень 2004 року в Посольстві Непалу в Ер-Ріяд, Саудівська Аравія;
З серпня 2005 по червень 2009 рр. — Радник / Радник Міністра / Заступник Голови Місії, виконував обов'язки тимчасового повіреного у справах протягом півтора року з липня 2006 по квітень 2007 року в Посольстві Непалу в Дакі, Бангладеш;
У 2009—2010 рр. — підпорядник секретаря відділу багатосторонніх економічних питань та паспортів Міністерства закордонних справ Непалу;
З серпня 2010 по березень 2013 рр. — Радник міністра / заступник глави місії, виконував обов'язки повіреного у справах протягом двох тижнів в Посольстві Непалу в Тель-Авіві, Ізраїль.
У 2013—2014 рр. — генеральний директор департаменту паспортів Міністерства закордонних справ Непалу;
У 2015—2016 рр. — керівник протоколу в Міністерстві закордонних справ Непалу;
З жовтня 2016 року — Надзвичайний і Повноважний Посол Непалу в Берліні, Німеччина з акредитацією у Ватикані, Чехії, Румунії, Польщі, Україні, Сербії, Словаччині, Болгарії, Угорщині